# München Mord: Schwarze Rosen
Schwarze Rosen ist ein deutscher Fernsehfilm von Jan Fehse aus dem Jahr 2022. Es handelt sich um die 15. Folge der Kriminalfilmreihe München Mord mit Bernadette Heerwagen, Alexander Held und Marcus Mittermeier in den Hauptrollen. Im ZDF wurde der Film am 27. August 2022 erstmals ausgestrahlt. In der ZDF Mediathek wurde der Film am 20. August 2022 veröffentlicht.

## Handlung
In diesem Fall wird das Ermittlerteam bestehend aus Ludwig Schaller, Angelika Flierl und Harald Neuhauser von den Kollegen vom K11 gebeten, deren Fall zu übernehmen.
Bei einem Raubüberfall wird die Klubbesitzerin Patrizia „Patti“ Wolff erschossen, Kellnerin Nike Hagen wird bewusstlos geschlagen. Der Täter erbeutet rund 300 Euro. Beim Verdächtigen handelt es sich um den vorbestraften Lutz Werneck, dessen DNA am Tatort gefunden wurde. Schaller, Flierl und Neuhauser übernehmen dessen Observierung, die sie in das Lokal von Gustav „Gloria“ Kolleck führt. Angelika Flierl wird im Zuge der Beschattung eines möglichen Komplizen Wernecks von hinten niedergeschlagen. Das K11 musste Werneck wieder laufen lassen, nachdem er für die Tatzeit ein Alibi hatte, das durch seine Handydaten bestätigt wurde.
Werneck hatte in den vergangenen Jahren fünf Nachtclubs überfallen und ausgeraubt, wobei er jeweils kurz nach der Sperrstunde aufgetaucht ist und die Tageseinnahmen erbeutet hatte. Im Fall von Pattis Club kam der Täter allerdings vor dem Aufsperren des Clubs und erbeutet daher nur das Wechselgeld; Neuhauser vermutet daher, dass es sich um einen anderen Täter handeln könnte. Flierls Verletzungen führen auch dazu, dass sie über einen Berufswechsel nachdenkt, was wiederum ihren Kollegen Harald Neuhauser beunruhigt, der immer wieder mit Nikes Mitbewohnerin Tanja Endress flirtet. Von ihr erfährt er, dass Nike für die Zukunft andere Pläne hatte.
Währenddessen interessiert sich Schaller für die Köchin des Klubs, Anita Jandl, genannt die „schwarze Rose von Giesing“, die wie er gerne Karaoke singt. Sie wollte früher Chansonnette werden, musste ihre Pläne aber aufgrund von Lampenfieber aufgeben. Laut Jandl hatte Wolff Andeutungen gemacht, andere Pläne mit ihrem Club zu haben und noch einmal etwas riskieren zu wollen. Flierl findet zwischenzeitlich heraus, dass es sich bei einer der Personen auf den bei der Observierung von Werneck aufgenommenen Fotos um Moritz Jandl, den Bruder von Anita, handelt. Die beiden stammen aus einer wohlhabenden Münchner Familie, der das Möbelhaus Jandl gehört. Moritz wurde drei Mal wegen einer Kneipenschlägerei festgenommen. Weder Bruder noch Schwester hatten das Geschäft der Eltern übernommen.
Bei der Rekonstruktion des Tatherganges in Pattis Club findet Flierl einen Autoschlüssel. In der Parkgarage gelangt sie über den Funkschlüssel zum zugehörigen Auto, in dem ein Parkticket für eine Parkgarage in Zürich für den Tag des Überfalls liegt. Flierl und Neuhauser finden heraus, dass sich Nike Hagen mit Moritz Jandl im „Glorias“ getroffen hatten, wo sie Werneck observiert hatten. Flierl vermutet, dass sie von Hagen, Werneck oder Moritz Jandl niedergeschlagen wurde. Wolff hatte am Tag vor dem Raubüberfall 250.000 Euro aus der Schweiz geholt. Flierl verdächtigt Hagen, gemeinsam mit Werneck den Überfall an Wolff geplant zu haben. Hagen streitet jedoch alle Vorwürfe ab. Bei einer nochmaligen Durchsuchung von Pattis Auto findet Flierl das Bargeld im Verdeckkasten des Cabrios.
Laut Anita sollte ihr Bruder das Möbelhaus übernehmen; der wollte allerdings frei sein, reisen und etwas erleben. Flierl und Neuhauser ertappen Moritz dabei, wie er eine Waffe sowie eine Skibrille im Müll entsorgen wollte, die ihm seine Schwester kurz zuvor vorbeigebracht hatte. Anita gibt an, von Zeit zu Zeit bei ihrem Bruder sauber zu machen. Moritz wird wegen Mordes an Wolff verhaftet. Nachdem Schaller Anita bittet, Werneck zu erzählen, Nike habe sie um die Schlüssel für Pattis Club gebeten, taucht Werneck dort auf. Flierl schlüpft in die Motorrad-Jacke von Nike; nachdem Werneck sie nur von hinten sieht, hält er Angelika für Nike. Er befürchtet, dass Nike mit den 250.000 Euro alleine in die Dominikanische Republik verschwinden könnte, anstatt gemeinsam mit ihm, wie ursprünglich geplant. Werneck wird schließlich von den Ermittlern überwältigt und festgenommen.

## Produktion
Die Dreharbeiten fanden gemeinsam mit dem 16. Teil Damit ihr nachts ruhig schlafen könnt vom 11. Oktober bis zum 9. Dezember 2021 in Bayern statt.
Produziert wurde der Film von der TV60Filmproduktion (Produzent Sven Burgemeister) im Auftrag des ZDF.
Das Drehbuch schrieben Friedrich Ani und Ina Jung, die Kamera führte Michael Wiesweg und die Montage verantwortete Carolin Biesenbach. Das Kostümbild gestaltete Theresia Wogh, das Szenenbild Irene Edenhofer-Welzl und Katja Rotrekl, den Ton Rainer Plabst und das Maskenbild Martine Flener und Cornelia Ritz.

## Rezeption

### Kritik
Rainer Tittelbach vergab auf tittelbach.tv 4,5 von 6 Sternen und meinte, dass der Film einen Tick runder und stimmiger wirke als einige der letzten Episoden der Reihe.
Eric Leimann befand auf prisma.de, dass der Kriminalfall von erstaunlicher Schlichtheit sei und sich eher auf Vorabend-Niveau bewege. Mittlerweile scheine sich die Reihe ein wenig zu sehr auf sein wunderbares Personal zu verlassen und vernachlässige dabei ein bisschen zu sehr die Geschichten. Die dürften erzählerisch gern wieder ein bisschen anspruchsvoller werden.
Ähnlich kritisierte auch TV Spielfilm, dass der Film zwar routiniert und stimmungsvoll in Szene gesetzt wurde, das Drehbuch komme allerdings ein Spur zu betulich daher. Etwas mehr Spannung und Action hätten diesem durchaus glaubwürdigen Kiez-Krimi ganz gut getan.
Ernst Corinth schrieb auf rnd.de, dass unter anderem die wunderschönen Randepisoden und Gesangsauftritte beim Zuschauen viel Spaß machen. Die Mischung aus ernst gemeintem Krimi und leicht ironischer Komödie stimme einfach.
Oliver Armknecht bewertete den Film auf film-rezensionen.de mit vier von zehn Punkten. Der Film fange vielversprechend an, auch das Setting mache Lust auf mehr. Das helfe aber nichts, wenn der restliche Film derart langweilig ausfalle.

### Einschaltquoten
Bei der Erstausstrahlung von München Mord: Schwarze Rosen am 27. August 2022 verfolgten in Deutschland insgesamt 5,37 Millionen Zuschauer die Filmhandlung, was einem Marktanteil von 24,3 Prozent für das Zweite Deutschen Fernsehen entsprach. In der als Hauptzielgruppe für Fernsehwerbung deklarierten Altersgruppe von 14–49 Jahren erreichte Schwarze Rosen 0,32 Millionen Zuschauer und damit einen Marktanteil von 7,6 Prozent in dieser Altersgruppe.

## Trivia
Am Schluss des Films singt das Ermittlerteam den Schlager Sehnsucht (Das Lied der Taiga), bekannt durch Alexandra.